# پیمان اوترخت
پیمان اوترخت (انگلیسی: Treaty of Utrecht) یا پیمان اوترخت مجموعه‌ای از قراردادهای میان دول اروپائی در قرن ۱۷ بود که به جهت پایان دادن به جنگ جانشینی اسپانیا بین لوئی چهاردهم پادشاه فرانسه و نوه‌اش فلیپه پنجم پادشاه اسپانیا از یک سو و کشورهای اتحاد بزرگ از سویی دیگر، در تاریخ ۱۱ آوریل ۱۷۱۳ منعقد گردید.
این قرارداد که به تأیید کشورهای اسپانیا، بریتانیای کبیر، فرانسه، پرتغال، و جمهوری هلند رسید پایانی بر جاه‌طلبی‌های لوئی چهاردهم و سودای فرانسه برای تسلط بر اروپا بود و سیستم روابط بین‌المللی اروپا را بر پایه توازن قوا حفظ کرد.

## مفاد پیمان

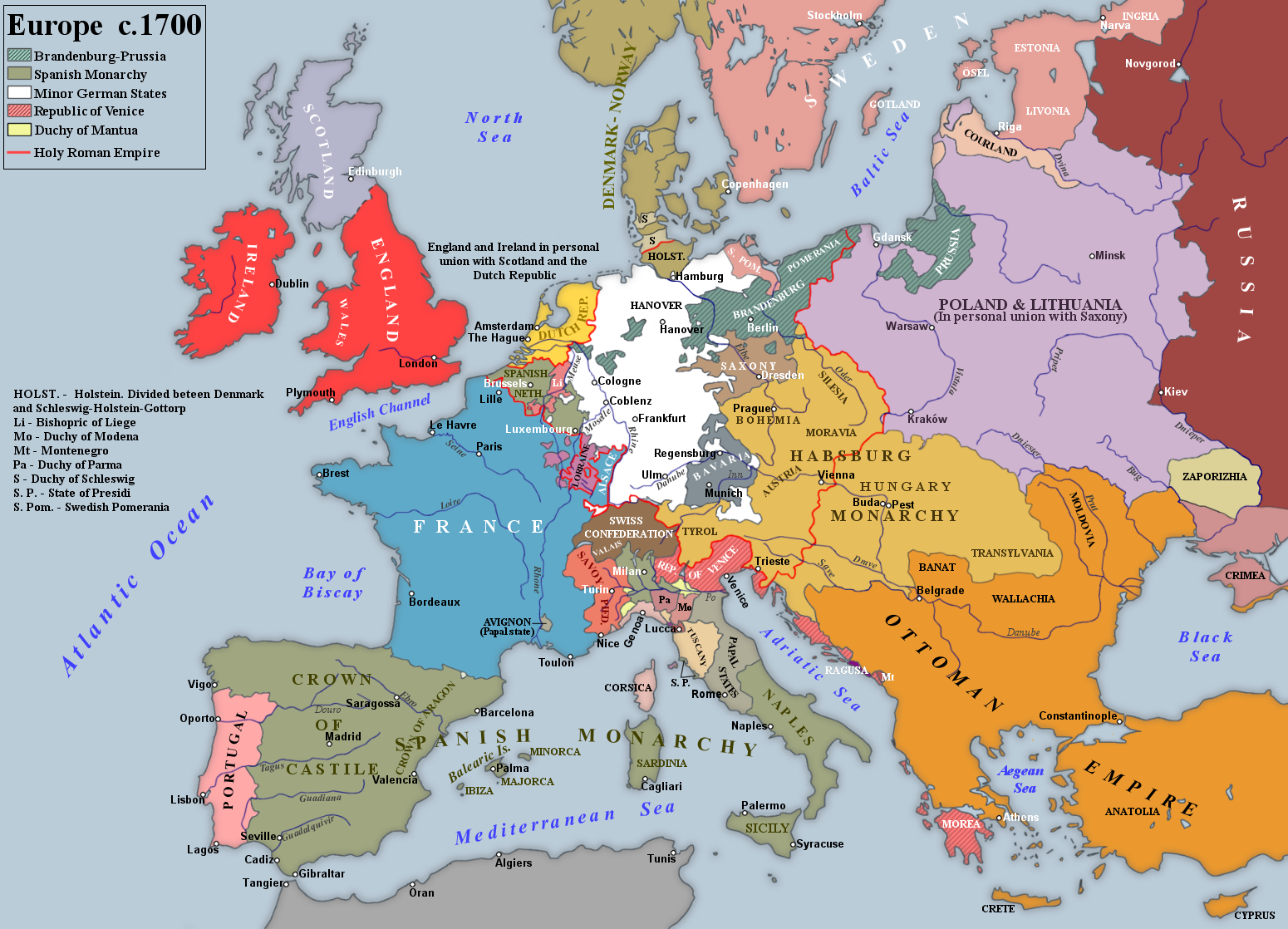
اروپا در ۱۷۰۱

فرانسه هر آنچه را که قبلاً در مذاکرات مقدماتی وعده داده بود به انگلستان سپرد، از جمله حق انحصاری فروش و تهیه برده که لکه ننگ آن زمان بود. دشمنان دیرین بر حقوق گمرکی واردات به توافق رسیدند. هلندی‌ها شهرهای لیل، ار، و بتون را به فرانسه پس می‌دادند، ولی در عوض کنترل سراسر هلند را، تا زمانی که صلح با امپراتوری منعقد شود، در دست گرفتند. حکمران باواریا نیز قرار شد که شارلروا، لوکزامبورگ، و نامور را در دست بگیرد. نیس را هم به دوک ساووا برگرداندند. فیلیپ پنجم اسپانیا و آمریکا را نگاه داشت و سرانجام قبول کرد (۱۳ ژوئیه) که جبل طارق و مینورکا را به انگلستان واگذار کند. اوژن دو ساووا به جنگ شدیدتری علیه انگلستان، که جداگانه صلح را امضا کرده بود، ادامه داد. اما خزانه امپراتوری تهی شده بود، تعداد سپاهیانش به چهل هزار نفر تقلیل یافته بود و ویلار با یکصد و بیست هزار مرد جنگی به سوئیس پیشروی می‌کرد. سرانجام، پیشنهاد لوئی چهاردهم را برای ملاقات با ویلار و مذاکره در خصوص شرایط صلح پذیرفت. فرانسه، طبق معاهده راشتات، (۶ مارس ۱۷۱۴)، آلزاس و استراسبورگ را پس گرفت و، در عوض، قسمت‌های ساحل راست راین را که متصرف شده بود به امپراتور بازگردانید و به تسلط اتریش، به جای اسپانیا در ایتالیا و بلژیک رضایت داد.

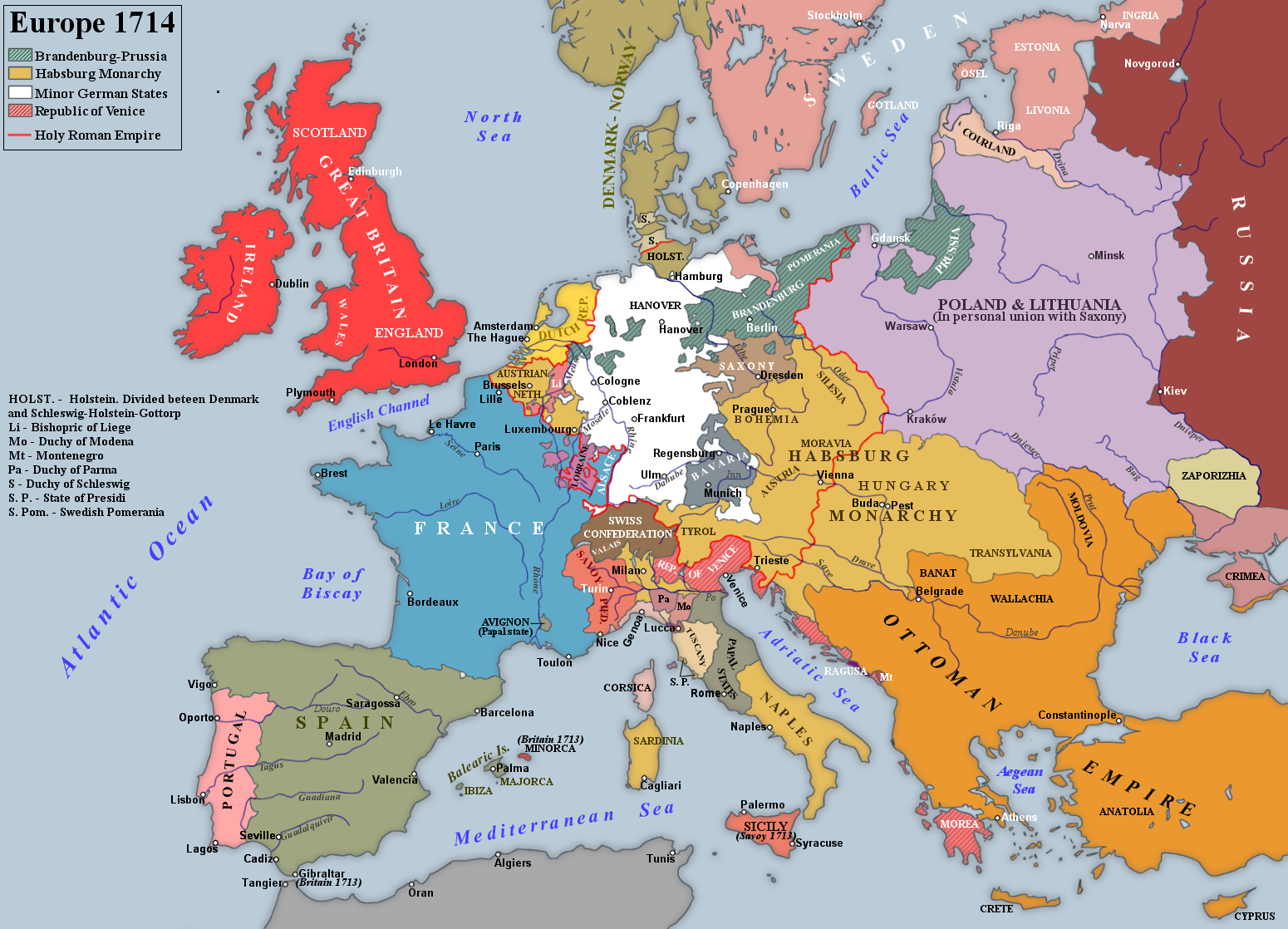
اروپای غربی در ۱۷۱۴